# Мілеюв (Пйотрковський повіт)
Мілеюв (пол. Milejów) — село в Польщі, у гміні Розпша Пйотрковського повіту Лодзинського воєводства.
Населення — 453 особи (2011).
У 1975-1998 роках село належало до Пйотрковського воєводства.

## Демографія
Демографічна структура станом на 31 березня 2011 року:
|          | Загалом | Допрацездатний вік | Працездатний вік | Постпрацездатний вік |
| -------- | ------- | ------------------ | ---------------- | -------------------- |
| Чоловіки | 222     | 53                 | 147              | 22                   |
| Жінки    | 231     | 47                 | 131              | 53                   |
| Разом    | 453     | 100                | 278              | 75                   |